# La Grande-Fosse
 La Grande-Fosse  es una comuna y población de Francia, en la región de Lorena, departamento de Vosgos, en el distrito de Saint-Dié-des-Vosges y cantón de Provenchères-sur-Fave.
Su población en el censo de 1999 era de 90 habitantes.
Está integrada en la Communauté de communes la Fave .

## Demografía
| 180 | 121 | 92 | 75 | 69 | 90 |
| Para los censos de 1962 a 1999 la población legal corresponde a la población sin duplicidades (Fuente: INSEE [Consultar]) |     |    |    |    |    |

## Puntos de interés
- Arboretum du Col du Las